# Loch nan Gabhar (Islay)
Loch nan Gabhar ist ein See auf der schottischen Hebrideninsel Islay. Sein gälischer Name bedeutet „Ziegensee“.

## Beschreibung
Der See liegt im Süden der Insel nördlich der Halbinsel Oa etwa 1,4 Kilometer östlich der Ortschaft Kintra. Der maximal etwa 480 m lange und 270 m breite See erstreckt sich in Ost-West-Richtung. Am nordwestlichen Ende von Loch nan Gabhar fließt ein kleiner Bach ab, der nach kurzem Lauf in nordwestlicher Richtung in den Kintra River mündet, der sich schließlich in die Laggan Bay ergießt. Wenige hundert Meter östlich des Sees verläuft die A846 zwischen Port Ellen und Bowmore.
Der auf 16 Meter über mittlerer Meereshöhe gelegene Loch nan Gabhar nimmt eine Fläche von 12 Hektar ein. Bei einer mittleren Tiefe von 4,6 Metern ergibt sich hieraus ein Volum von rund 550.000 Kubikmetern. Sein Einzugsgebiet umfasst 116 Hektar. Es erstreckt sich im Wesentlichen nach Süden und besteht zu rund 76 % aus Moorlandschaft, während Grundwasser 10 % des Zuflusses ausmacht.
Wenige hundert Meter südwestlich von Loch nan Gabhar befindet sich der Menhir Carragh Bhan, der angeblich die Grabstelle Godred Crovans, König des Kingdom of the Isles, markiert. Der 2,3 m hohe Stein ist an der Basis 50 cm breit. Nahe dem Stein befindet sich ein zweiter Stein ähnlicher Dimensionen und eine teilweise bedeckte Kreuzplatte. Verschiedene andere Steine in der Umgebung stehen eventuell in Verbindung mit Carragh Bhan.